# Schloss Borgeby

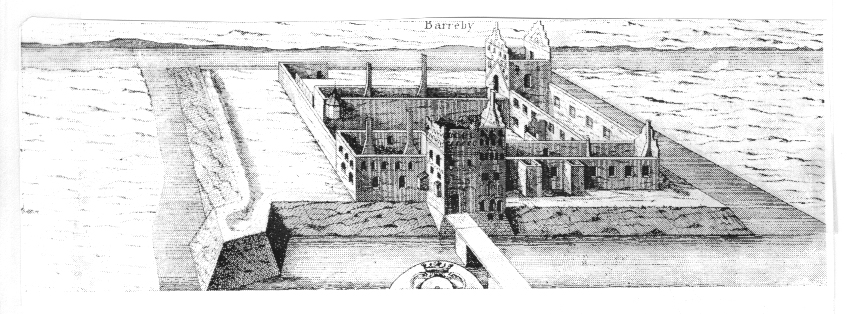
Schloss Borgeby 1680

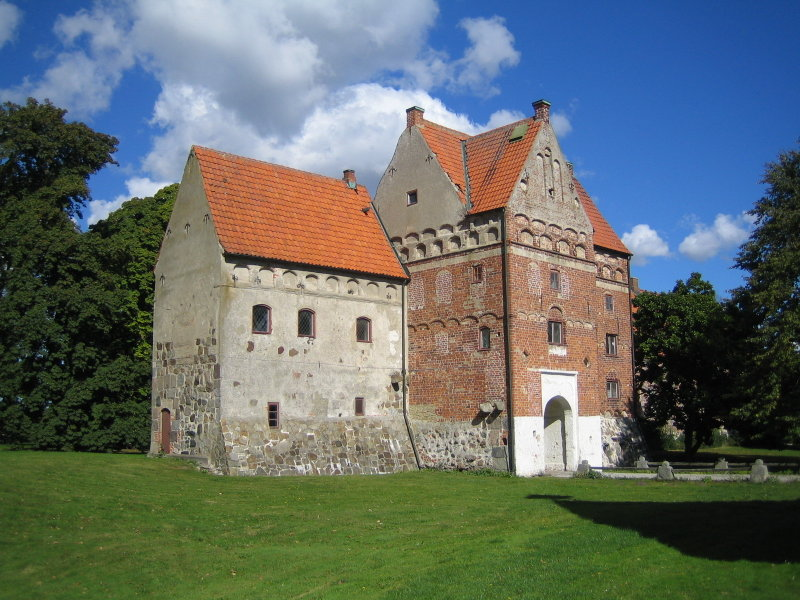
Schloss Borgeby heute

Das Schloss Borgeby (Borgeby slott) liegt in der historischen südschwedischen Provinz Schonen in der Gemeinde Lomma am Kävlingeån. Das Schloss steht auf einer Wikingerburg aus dem Ende des 10. Jahrhunderts. Die wertvollen Funde deuten auf Harald Blauzahn und seinen engsten Kreis hin. Der Ringwall hatte einen Durchmesser von 150 m. Es handelte sich um ein Befestigungswall in mehreren Bauphasen und zwei verschiedenen Wallgräben. Die Bebauung der Anlagen brannte während der Wikingerzeit ab.
Die Ausgrabungen 1998 brachten eine Münzstätte zu Tage, die belegt, dass die Burg bis 1536 eine Burg der Erzbischöfe in Lund war.
Das Schloss hat verschiedene bauliche Veränderungen erfahren. „Börjes Turm“ stammt wahrscheinlich aus dem 15. Jahrhundert. Seit dem Abriss des Ostflügels 1860 steht er frei und wurde 1870 restauriert. Das Torhaus stammt aus dem 16. Jahrhundert, hat aber ältere Teile. Das heutige Hauptgebäude wurde zwischen 1650 und 1660 gebaut. Das Stallgebäude aus Ziegel wurde 1744 errichtet.
Im 14. Jahrhundert befand sich dort ein Gestüt, wie aus dem Testament des Erzbischofs Karl Eriksson († 1334) hervorgeht. 1452 wurde das Schloss von Schweden und 1658 von den Dänen niedergebrannt. Grabungsfunden zufolge muss es auch im 16. Jahrhundert niedergebrannt sein. Die Quellen schweigen jedoch darüber. Es wird vermutet, dass dies im Zusammenhang mit dem Bauernaufstand 1525 geschah. Nach der Reformation hatten mehrere dänische und schwedische Adelsgeschlechter dieses Schloss inne, seit es Christian III. an den adligen Bürgermeister von Malmö, Jørgen Kock, verpfändet hatte. Heute ist es Museum für die Gemälde des Malers Ernst Norlind, dessen Schwiegervater das Schloss 1886 auf einer Auktion ersteigert hatte. Das Gebäude steht seit 1996 als Byggnadsminne unter Denkmalschutz.